# Betriebskosten (Betriebswirtschaftslehre)
Betriebskosten (auch Opex, Abkürzung für englisch operational expenditure) ist ein Sammelbegriff in der Betriebswirtschaftslehre für alle Kosten, die durch die Aufrechterhaltung des operativen Geschäftsbetriebes eines Unternehmens verursacht werden. Im Gegensatz zu den Betriebskosten stehen die Aufwendungen für die bei einer Investition getätigten Ausgaben für längerfristige Anlagegüter, die Investitionsausgaben (auch Capex, für englisch capital expenditure). Opex und Capex zusammen ergeben die Totex (für englisch total expenditure).

## Allgemeines
Der Begriff Betriebskosten legt nahe, dass es sich um Kosten handelt, die beim Betrieb eines Unternehmens anfallen. Sie sind Bestandteil der Berechnung der betriebswirtschaftlichen Kennzahl des Betriebsergebnisses, bei dem sie von der Betriebsleistung (Gesamtleistung) abgezogen werden:
```
   
Umsatzerlöse

   + / - Erhöhung oder Verminderung des Bestands an fertigen und unfertigen Erzeugnissen  
   + andere aktivierte 
Eigenleistungen

   + sonstige betriebliche 
Erträge

   = 
Gesamtleistung

   - Betriebskosten
   + / - 
Zinsergebnis

   + / - 
Beteiligungsergebnis

   = 
Betriebsergebnis
```

## Arten
Zu den Betriebskosten gehören Roh-, Hilfs- und Betriebsstoffe für Zwecke der Produktion (Materialaufwand), Personalkosten, Abschreibungen, Raumkosten und Lagerkosten (für Produktionslager). Bei diesen Betriebskosten kann unterschieden werden zwischen
- Kosten der Betriebsbereitschaft: Es handelt sich um fixe Betriebskosten (Kapazitätskosten) zum Beispiel des Personals (soweit nicht mit der Produktion beschäftigt) und der Produktionsanlagen.
- variablen Betriebskosten: Hierzu gehören Roh-, Hilfs- und Betriebsstoffe. Bei unveränderter Arbeitsintensität sind die (variablen) Betriebskosten je Arbeitsstunde gleich.[1]

## Bilanzierung
In der Gewinn- und Verlustrechnung sind die Betriebskosten nach § 275 Abs. 2 HGB im Gesamtkostenverfahren aufzuteilen in Materialaufwand, Personalaufwand, Abschreibungen und sonstige betriebliche Aufwendungen (§ 275 Abs. 2 Nr. 5–8 HGB), im Umsatzkostenverfahren (§ 275 Abs. 3 Nr. 2 HGB) in Kosten nach Kostenstellen wie zum Beispiel Entwicklung, Vertrieb und Verwaltung, sowie sonstige Kosten.